# Nieuport-Delage NiD.120
Die Nieuport-Delage NiD.120 war eine Serie französischer Jagdflugzeuge der 1930er Jahre, von der neben einigen Prototypen lediglich eine für den Export bestimmte Kleinserie gebaut wurde.

## Entwicklung
Die Konstruktion beruhte auf der Ausschreibung C-1 der Armée de l’Air für ein einmotoriges Jagdflugzeug (Chasse 1) aus dem Jahr 1930. Das Programm, an dem sich insgesamt 28 Firmen beteiligten, sah einen 650-PS-Motor vor, mit dem in 4000 m Höhe eine Höchstgeschwindigkeit von 350 km/h und eine Gipfelhöhe von 9000 m erreicht werden sollten. Nieuport-Delage entwickelte als Reaktion die 120er Reihe, deren erster Vertreter NiD.121 mit einem Lorraine-Pétrel-Antrieb im Jahr darauf vorgestellt wurde. Als Besonderheit besaß das Flugzeug einen in die Tragfläche integrierten Ölkühler, dessen Luftkühlung durch in der Vorderkante eingelassene Luftschlitze erfolgte. Der Luftstrom wurde um den Kühler herumgeleitet und trat durch an der Hinterseite befindlichen Öffnungen wieder aus. Ein zweiter Prototyp mit einem Triebwerk von Hispano-Suiza erhielt die Bezeichnung NiD.122 und flog noch vor der NiD.121 am 23. Juli 1932 erstmals; die NiD.121 folgte am 25. November. Während einer Vorführung der NiD.122 am 13. April 1933 vor Angehörigen des französischen Parlaments montierte während eines tiefen Vorbeiflugs eine Tragfläche infolge Strukturversagens, ausgelöst durch zu starke Motorvibrationen, ab. Das Flugzeug stürzte zu Boden, der Pilot kam ums Leben. Es wurde deshalb ein zweites, als NiD.124 bezeichnetes Exemplar aufgelegt, das drei Monate später im Juli 1933 den Erstflug absolvierte. Obwohl beide Flugzeuge die Anforderungen der Armee erfüllten und sie in puncto Höchstgeschwindigkeit sogar übertrafen, wurde das Muster letztlich zugunsten der Dewoitine D.500 abgelehnt. Bemängelt wurde das zu schwache Fahrwerk sowie die nach Meinung der Militärs zu hohe Anfälligkeit des Kühlsystems gegen Beschussschäden. Nieuport-Delage erhielt deshalb die Erlaubnis zum Export.
Anlässlich einer Anfang 1933 im Land weilenden peruanischen Delegation, die auf der Suche nach Militärflugzeugen für den Einsatz in dem seit 1932 schwelenden Konflikt mit Kolumbien war, wurde den Anwesenden deshalb im März des Jahres die NiD.121 in Villacoublay vorgeführt. Die Tatsache, dass das Muster eine höhere Geschwindigkeit und bessere Steigleistung als die von Kolumbien verwendete Curtiss 35A erzielte, veranlasste Peru zu einer Bestellung über zehn NiD.121, die allerdings den Bedürfnissen des Landes angepasst werden sollten. Dazu gehörten die Verwendung eines stärkeren 12Hdrs-Triebwerks von Lorraine Pétrel, der Einbau von Maschinengewehren mit 7,65-mm-Kaliber und der Anbau von Unterflügel-Außenstationen für die Mitnahme von insgesamt 120 kg Bombenlast. Weiterhin sollte das Flugzeug so umgerüstet werden, dass je nach Bedarf sowohl ein Schwimm- als auch ein Radfahrwerk installiert werden könnte. Zur Überbrückung bis zur Lieferung war die Anschaffung von drei NiD.626 vorgesehen, doch wurden Bedenken wegen deren Holzkonstruktion geäußert, die einen schnellen Verschleiß im subtropischen Klima des Amazonasgebiets befürchtet ließ. Peru trat deshalb von dieser Bestellung zurück und erhöhte stattdessen die Zahl der georderten NiD.121 auf zwölf. Im September 1933 testeten Angehörige der peruanischen Luftstreitkräfte erstmals selbst die NiD.121 noch mit dem alten Antrieb, da der Neue noch nicht verfügbar war. Die Umkonstruktion des Entwurfs war im Februar 1934 mit dem Bau der NiD.123 abgeschlossen. Das Flugzeug war mit Schwimmern und dem 720-PS-Triebwerk ausgerüstet und wurde am 18. Juli des Jahres von Militärpiloten Perus erprobt. Die Flugleistungen befriedigten jedoch nicht und vom Kauf wurde Abstand genommen. Stattdessen wurde der Grundentwurf NiD.121 mit dem kombinierbaren Fahrwerk und dem stärkeren Antrieb ausgestattet und die zwölf Flugzeuge zwischen Dezember 1934 und Februar 1935 nach Peru verschifft.
Zwischenzeitlich hatte Nieuport-Delage zwei weitere Prototypen gebaut und sie mit einem 860-PS-Motor Hispano-Suiza 12Ycrs versehen. Die als NiD.125 benannten Flugzeuge waren in einigen Belangen, wie die Verwendung eines verstärkten Fahrwerks, eine stärkere V-Stellung der Flächen und einen vergrößerten Flügelausschnitt für eine verbesserte Sicht, verändert worden. Die Feuerkraft wurde durch den Einbau einer 20-mm-Maschinenkanone in die hohle Luftschraubennabe erhöht. Die Erstflüge erfolgten im April bzw. Juni 1934. Trotzdem sich die Höchstgeschwindigkeit auf über 400 km/h gesteigert hatte, wurde kein Serienbau aufgenommen.

## Einsatz in den peruanischen Streitkräften
Als die ersten fünf Flugzeuge im Dezember 1934 in Peru eintrafen, war der Konflikt mit Kolumbien schon seit einigen Monaten beendet, so dass von der geplanten Stationierung im Amazonasgebiet Abstand genommen und die NiD.121 auf dem Stützpunkt Ancón stationiert wurden. Dort bildeten sie die 4. Escuadron Mixto (Gemischte Staffel) und dienten den Piloten zur Einweisung, wobei am 9. Mai 1935 die NiD.121 mit dem Kennzeichen 4-C-5C bei einem Landeunfall beschädigt, aber bis zum Beginn 1937 wieder repariert wurde. Inzwischen waren die restlichen Flugzeuge eingetroffen und die Einheit bildete zusammen mit diesen die 2. Jagdfliegerstaffel auf dem Flugplatz Las Palmas nahe Lima. Die Einheit erhielt die durchgehenden taktischen Kennzeichen von II/2-C-1C bis II/2-C-12C. Am 21. Oktober 1936 kam es zu einem tödlichen Unfall, als der Pilot Silva Boggiano die II/2-C-7C bei einem Übungsluftkampf überzog und das Flugzeug nach dem Strömungsabriss in einen Hangar stürzte. Zuvor war die II/2-C-3C bei einer missglückten Landung mit Überschlag beschädigt worden. Trotz dieser Vorkommnisse und des kritischen Landeverhaltens war die NiD.121 bei ihren Flugzeugführern aufgrund der guten Höchst- und Steiggeschwindigkeit recht beliebt. Die noch einsatzbereiten neun Flugzeuge wurden im Januar 1937 auf die neu errichtete Basis Vítor verlegt, wofür sie für eine Etappenlandung an der Pazifikküste mit Schwimmern ausgerüstet wurden. In Frankreich war es unterdessen in der Luftfahrtindustrie zu landesweiten Streiks gekommen, die in der Verstaatlichung eines großen Teils der Flugzeugbauunternehmen mündeten. Aufgrund dieser Situation konnten den peruanischen Streitkräfte keine Ersatzteile für ihre NiD.121 geliefert werden, was deren Einsatzbereitschaft schnell senkte. Ende 1938 wurden die Flugzeuge deshalb aus der ersten Linie genommen und im Frühling des Folgejahres ein generelles Flugverbot für den Typ erlassen. Schließlich wurde im Oktober 1940 mit der Verschrottung begonnen. Heute ist keine NiD.121 mehr erhalten.

## Versionen

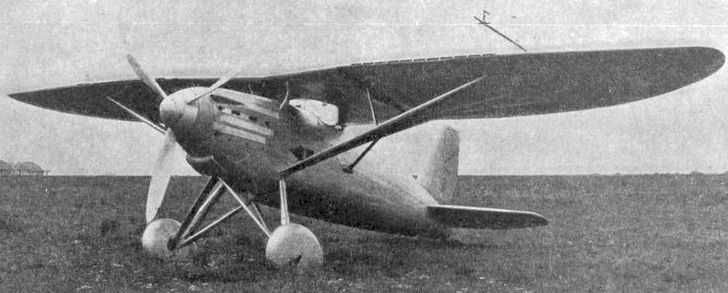
NiD.122

- NiD.121 C-1: Prototyp und Kleinserie mit Zwölfzylinder-V-Motor Lorraine Pétrel 12 Hars mit 650 PS (478 kW), zwölf Exemplare mit stärkerem Triebwerk und kombinierbarem Fahrwerk an Peru
- NiD.122 C-1: Prototyp mit Zwölfzylinder-V-Motor Hispano-Suiza 12Xbrs mit 650 PS (478 kW), ein Exemplar
- NiD.123 C-1: Prototyp mit Zwölfzylinder-V-Motor Lorraine Pétrel 12Hdrs mit 720 PS (530 kW), wahlweise mit Schwimmer- oder Radfahrwerk ausrüstbar, ein Exemplar
- NiD.124 C-1: Motor wie NiD.122 C-1, aber ebenfalls mit Schwimm- oder Radfahrwerk ausstattbar, ein Exemplar
- NiD.125 C-1: zwei Prototypen mit Zwölfzylinder-V-Motor Hispano-Suiza 12Ycrs mit 860 PS (633 kW) und 20-mm-Motorkanone Oerlikon, Höchstgeschwindigkeit 403 km/h in 4000 m Höhe, Steigzeit 13 min auf 8000 m, Startmasse 1940 kg

## Aufbau
Die Flugzeuge waren abgestrebte Hochdecker in Ganzmetall-Schalenbauweise aus Aluminium mit einem ovalen Rumpfquerschnitt. Die zweiteilige Tragfläche in elliptischer Form bestand aus einem mit Glattblech beplankten Metallgerippe mit zwei zu den Flügelenden hin zusammenlaufenden Holmen. Während der vordere Holm an einem Spannbock aus zwei Streben angeschlossen war, war der Hinterholm direkt mit dem Rumpf verbunden. Zusätzlich wurden die Flächen durch zwei Y-Stiele zum Rumpf hin abgestützt. Das freitragende Normalleitwerk bestand ebenfalls aus einem Metallgerüst mit Glattblechbeplankung und besaß ausgeglichene Ruder. In der Landversion war der Typ mit einem starren Dreipunkt-Fahrgestell mit Heckrad und Radbremsen ausgerüstet. Die Haupträder waren meist aerodynamisch verkleidet. Die Wasserausführung besaß zwei parallel zueinander stehende Schwimmer.

## Nutzer
Peru
- Fuerza Aérea del Perú 12 Stück von 1934 bis 1939

## Technische Daten

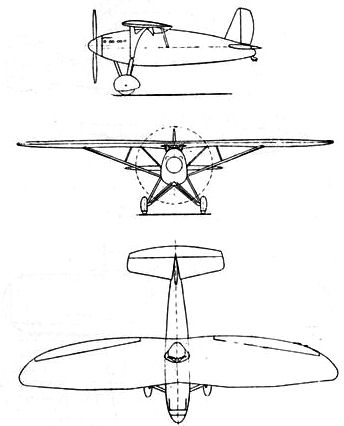
Dreiseitenansicht der NiD.122

| Kenngröße             | Daten (NiD.121 C-1)                                                            | Daten (NiD.122 C-1)                                                       |
| --------------------- | ------------------------------------------------------------------------------ | ------------------------------------------------------------------------- |
| Besatzung             | 1                                                                              | 1                                                                         |
| Spannweite            | 13 m                                                                           | 13 m                                                                      |
| Länge                 | 7,18 m (NiD.123: 7,72 m)                                                       | 7,13 m                                                                    |
| Höhe                  | 3,02 m                                                                         |                                                                           |
| Flügelfläche          | 22 m²                                                                          | 22 m²                                                                     |
| Flügelstreckung       |                                                                                | 9,7                                                                       |
| Flächenbelastung      |                                                                                | 76,3 kg/m²                                                                |
| Leistungsbelastung    |                                                                                | 2,6 kg/PS                                                                 |
| Rüstmasse             | 1.433 kg (NiD.123: 1.335 kg)                                                   | 1.230 kg                                                                  |
| Nutzlast              | 200 kg                                                                         | 200 kg                                                                    |
| Startmasse            | normal 1.866 kg maximal 2.000 kg (NiD.123: 1.788 kg)                           | 1.660 kg                                                                  |
| Antrieb               | ein Lorraine Pétrel 12 Hars, 650 PS (478 kW)                                   | ein Hispano-Suiza 12Xbrs, 650 PS (478 kW)                                 |
| Höchstgeschwindigkeit | 314 km/h in 1.000 m Höhe 368 km/h in 4.500 m Höhe 343 km/h in 8.000 m Höhe     | 316 km/h in Bodennähe 362 km/h in 3.750 m Höhe 337 km/h in 8.000 m Höhe   |
| Landegeschwindigkeit  | 115 km/h                                                                       | 105 km/h                                                                  |
| Steigzeit             | 3,03 min auf 2.000 m Höhe 7,06 min auf 5.000 m Höhe 14,38 min auf 8.000 m Höhe | 2 min auf 2.000 m Höhe 6,5 min auf 5.000 m Höhe 14,5 min auf 8.000 m Höhe |
| Gipfelhöhe            | praktisch 9.900 m                                                              | theoretisch 10.500 m                                                      |
| Reichweite            | 800 km                                                                         | 600 km                                                                    |